# Piet de Boer
Piet de Boer (Amszterdam, 1919. október 10. – 1984. február 8.), holland válogatott labdarúgó.
A holland válogatott tagjaként részt vett az 1938-as világbajnokságon.